# Парфёнова, Зоя Ивановна
Зоя Ивановна Парфёнова (Акимова) (21 июня 1920, Алатырь, Симбирская губерния — 7 апреля 1993, Москва) — участник Великой Отечественной войны, заместитель командира эскадрильи 46-го гвардейского ночного бомбардировочного авиационного полка 325-й ночной бомбардировочной авиационной дивизии 4-й воздушной армии 2-го Белорусского фронта, гвардии старший лейтенант. Герой Советского Союза.

## Биография
Родилась 21 июня 1920 года в городе Алатырь Симбирской губернии в семье рабочего. Русская. Член ВКП(б)/КПСС с 1943 года.
Окончила 7 классов, школу медицинских сестёр и аэроклуб. Была лётчиком-инструктором аэроклуба в городе Алатырь.
В Красной Армии — с октября 1941 года. В 1942 году окончила курсы при Энгельсской военной авиационной школе. В действующей армии — с мая 1942 года. Член ВКП(б)/КПСС с 1943 года.
Заместитель командира эскадрильи 46-го гвардейского ночного бомбардировочного авиаполка гвардии старший лейтенант Парфёнова З. И. к февралю 1945 года совершила 739 боевых вылетов на бомбардировку складов с боеприпасами, переправ, скоплений живой силы и техники противника.
С 1945 года гвардии старший лейтенант Парфёнова З. И. — в запасе.
Жила в Рязани. До 1979 года работала администратором кинотеатра. Долгие годы являлась членом Советского комитета ветеранов войны.
С 1991 года жила в Москве. Умерла 7 апреля 1993 года, похоронена на Щербинском Центральном кладбище в Москве (участок № 36).
Дочери — старшая Гугняева А. М. (инженер, Москва); младшая Удальцова Н. М. (врач, Москва).

## Награды
- Указом Президиума Верховного Совета СССР от 18 августа 1945 года за образцовое выполнение боевых заданий командования и проявленные мужество и героизм в боях с немецко-фашистскими захватчиками гвардии старшему лейтенанту Парфёновой Зое Ивановне присвоено звание Героя Советского Союза с вручением ордена Ленина и медали «Золотая Звезда» (№ 7968).
- Награждена двумя орденами Красного Знамени, двумя орденами Отечественной войны 1-й степени, орденом Красной Звезды, а также медалями, среди которых «За оборону Кавказа».

О её доблестных подвигах на фронте напечатала Алатырская районная газета «Ленинский путь»:

Кто из алатырской молодежи не знает жизнерадостную, скромную девушку с выразительными умными глазами Зою Парфенову? Получив боевую машину, наша землячка героически сражается с фашистскими захватчиками. Она бесстрашный храбрый лётчик. Её вылеты замечательны точностью, военной сметкой, безукоризненным мастерством.— Ленинский путь. — 1942. — 7 ноября

## Отзывы современников
Зоя Парфёнова, высокая, стройная девушка с серо-зелеными «русалочьими» глазами, длинными белокурыми волосами, густыми и мягкими, как лён, пользовалась всеобщей любовью в полку. Она имела удивительно общительный характер и высоко развитое чувство товарищества. Кстати, Зоя была единственной девушкой в полку, которая в течение всей войны не расставалась со своими чудесными косами.— Чечнева Марина

## Память
- Имя З. И. Парфёновой носит улица в её родном городе Алатырь[6][7].
- C июня 2000 года имя З. И. Парфёновой носит алатырская средняя школа № 7, на которой имеется мемориальная доска именитой землячки[8]. В школе создан музей, посвящённый Зое Парфёновой.
- В 2017 году на фасаде дома 2/68 по улице Ленина в Рязани, где Зоя Акимова проживала до 1991 года, установлена мемориальная доска[9].
- В 2020 году на фасаде здания АО «Завод «Электроприбор» в Алатыре (площадь Октябрьской революции) появилось граффити с портретом лётчицы[10].